# SN 2012ah
SN 2012ah – supernowa typu Ia, odkryta 21 lutego 2012 roku w galaktyce NGC 7637. W momencie odkrycia miała maksymalną jasność 14,8m.